# Crucianella maritima
Crucianella maritima är en måreväxtart som beskrevs av Carl von Linné. Crucianella maritima ingår i släktet Crucianella och familjen måreväxter. Inga underarter finns listade i Catalogue of Life.